# Trichauxa albovittata
Trichauxa albovittata là một loài bọ cánh cứng trong họ Cerambycidae.